# 보성 벌교 갯벌
보성 벌교 갯벌은 전라남도 순천시 별량면·해룡면과 도사동 일대의 여자만내 순천만 갯벌(면적 28km2)과 보성군 벌교읍 해안가의 갯벌(면적 7.5km2)을 가리킨다. 람사르 협약에서 지정한 한국의 갯벌 중 하나로 2006년 1월 대한민국에서 4번째, 세계에서 1,594번째 국제습지조약의 습지 보호 구역으로 등록됐다. 연안습지로는 대한민국에서 처음으로 람사르조약에 등록됐다.

## 중요성 및 생태
전남 보성군 벌교읍 일대를 포함하는 보성 벌교 갯벌은 자연 하천인 벌교천과 펄갯벌이 이상적으로 이어진 자연성이 매우 우수한 갯벌이다.
2003년 습지보호지역으로 지정된 이후 분기마다 수위, 수질 모니터링을 하고 있으며, 동식물상 모니터링과 정밀 모니터링도 실시 하고 있다.
이들 갯벌 지역은 갈대숲과 칠면초, 어류 등 종의 다양성이 풍부하다. 순천만 갯벌은 특히 철새 가운데서도 희귀 조류인 멸종위기종 흑두루미의 국내 최대 월동지이며, 벌교 갯벌은 꼬막과 짱뚱어 등 다양한 수산자원의 보고이다.

## 보성 벌교갯벌 습지보호지역

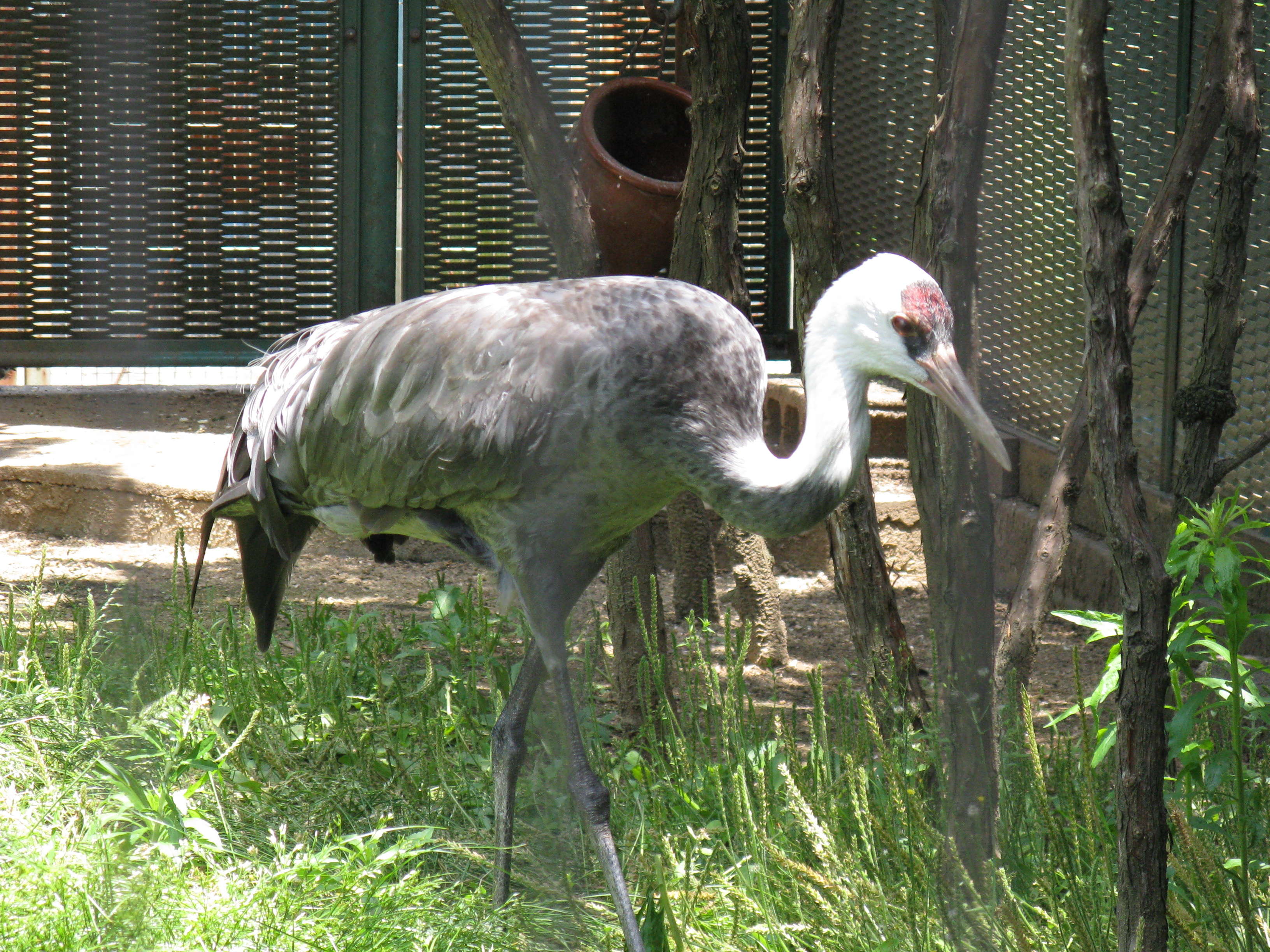
흑두루미

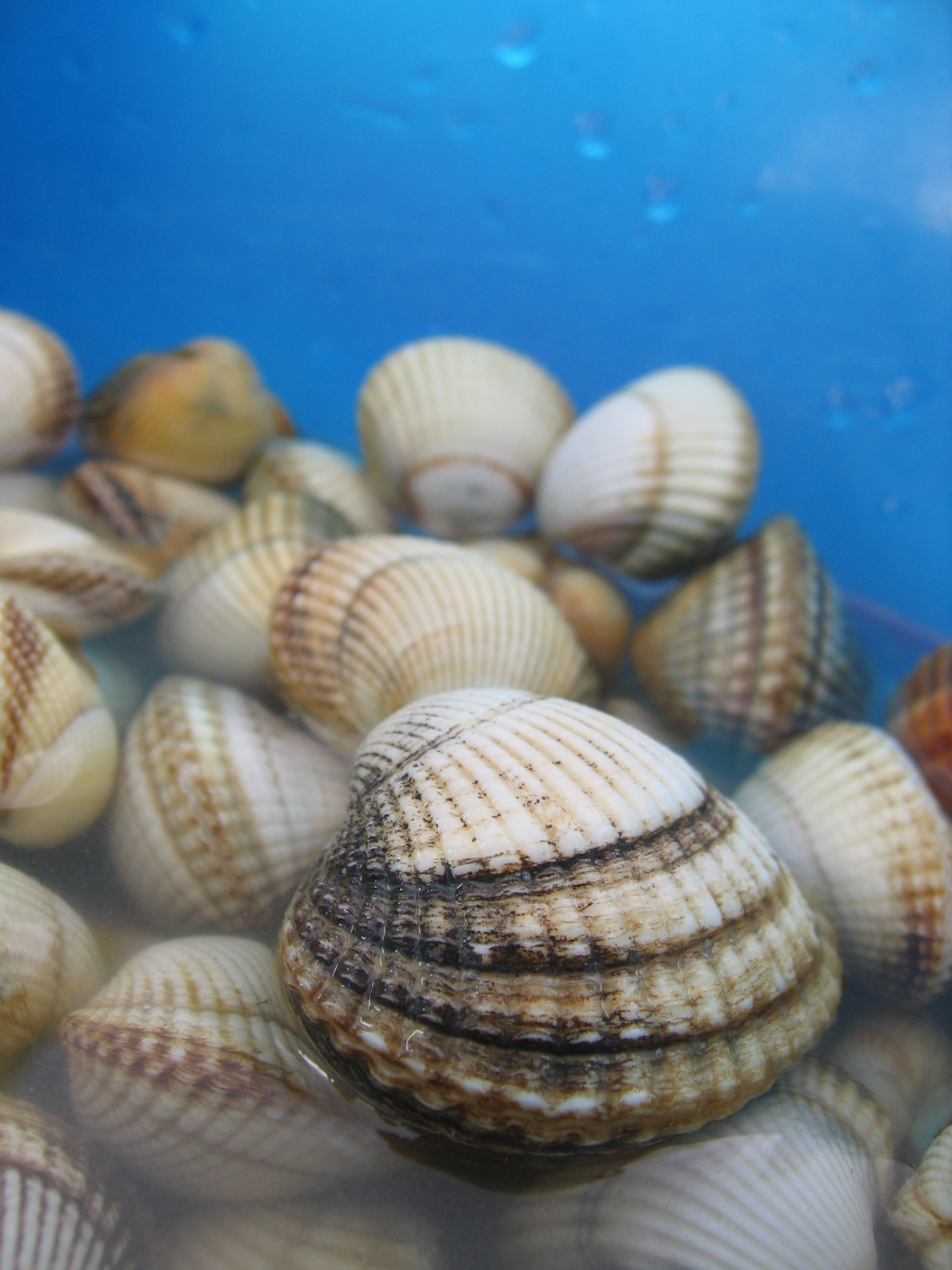
꼬막

2003년 12월 31일 해양수산부장관은 습지보전법 제8조의 규정에 의하여 전남 보성군 소재 벌교갯벌을 습지보호지역으로 지정·고시하였다.
- 지정 번호：해양수산부 습지보호지역 제4호
- 명 칭：보성 벌교갯벌 습지보호지역
- 지정연월일：2003년12월31일
- 지정목적 : 완전 펄 퇴적물이 우세하여 자연성이 우수하며, 꼬막, 짱뚱어 등 다양한 수산자원의 산지인 벌교천 하구의 갯벌을 보호하기 위함
- 근거법령：습지보전법 제8조
- 관 리 청：여수지방해양수산청
- 행정구역：전라남도 보성군 호동리, 장양리, 영등리, 장암리, 대포리 일대의 연안습지
- 면적：7.5km2
  - 다음의 각 점과 ①의 점과 ⑧의 점 사이의 해안선을 순차적으로 연결한 선내의 연안습지(인근 지자체와 보호지역의 경계는 달라질 수 있음) : ①북위34도49분57초, 동경127도25분00초, ②북위34도49분03초, 동경127도25분53초, ③ 북위34도48분50초, 동경127도26분05초, ④북위34도48분01초, 동경127도25분11초, ⑤북위34도47분48초, 동경127도25분00초, ⑥북위34도47분25초, 동경127도24분31초, ⑦북위34도47분23초, 동경127도24분04초, ⑧북위34도47분29초, 동경127도23분43초)
  - 다만, 다음 ⑨와 ⑩의 지역은 제외한다. (⑨ 다음 ㉮와 ㉯의 점을 연결한 선의 내측 지역, ㉮ 북위34도49분20.483초, 동경127도23분10.676초(동경측지계：북위34도49분09.286초, 동경127도23분18.280초), ㉯북위34도49분29.638초, 동경127도23분57.340초(동경측지계：북위34도49분18.441초, 동경127도24분04.949초), ⑩상진항 어항구역('92.10.12. 전남도고시))